# Filmoteca de la UNAM
Filmoteca de la UNAM ist die Kinemathek der Universidad Nacional Autónoma de México in Mexiko-Stadt. Sie wurde 1960 gegründet, um Filme und mit ihnen in Verbindung stehende Dokumente und Objekte zu sammeln und zu bewahren. Die Filmoteca umfasst zwei Standorte. Der eine liegt an der Straße Miguel Ángel de Quevedo in Coyoacán und beheimatet den Bestand an gedruckten Dokumenten wie Plakaten, Photographien, Zeitungen, die Video-Sammlung, alte Filmausrüstungen und das Dokumentationszentrum. Seit 1997 gibt es in der Ciudad Universitaria ein zweites Gebäude, in dem die Filmsammlung aufbewahrt wird. Die Filmoteca de la UNAM führt Film auf, veranstaltet Festivals, Foren, Konferenzen und Seminare. Mit rund 40.000 Filmen, 10.000 Plakaten, 83.000 Standbildern und 15.000 weiteren Dokumenten wie Büchern und Magazinen handelt es sich bei der Filmoteca de la UNAM um eine der wichtigsten Filminstitutionen in Lateinamerika.

## Geschichte
Die Filmsammlung der Universidad Nacional Autónoma de México geht auf den Produzenten Manolo Barbachano zurück, der Raices y Torreros der Universität schenkte. 1959 kam dann die Idee auf, die Filmaktivitäten der UNAM zu bündeln und die Filmoteca einzurichten. 1960 wurde sie gegründet, hatte jedoch in den ersten Jahren mit Problemen zu kämpfen. 1997 wurde in der Ciudad Universitaria ein neues Gebäude der Filmoteca de al UNAM eröffnet, dass die Filmsammlung modern beheimatet und sie somit besser schützt und bewahrt. 2003 wurde die Originalversion des Films Los olivados von Luis Buñuel, die sich im Besitz der Filmoteca befindet, in die UNESCO-Liste des Weltdokumentenerbes aufgenommen. Die Nominierung wurde von der Cineteca Nacional unterstützt. Im Jahr 2003 wurde die Filmoteca mit dem mexikanischen Ehrenfilmpreis Ariel de Oro ausgezeichnet.

## Sammlung
Die Sammlung umfasst rund 40.000 Filmen, 10.000 Plakaten, 83.000 Standbildern und 15.000 weiteren Dokumenten wie Büchern und Magazinen. Damit handelt es sich um eine der wichtigsten und umfangreichsten Institutionen dieser Art in Lateinamerika. Die Filme stammen aus Mexiko und der ganzen Welt und werden seit 1997 unter modernsten Bedingungen gelagert und der Bestand immer weiter gesichert. Die Sammlung umfasst seltenes und außergewöhnliches Filmmaterial. So etwa 30 Pornofilme aus den Jahren 1920 bis 1950, die alle Stummfilme waren oder deren Tonspur verloren ging. Sie stammen aus einer Zeit, in der Pornographie verboten war, und decken verschiedene Motive ab. Die Originalversion des Films Los olivados von Luis Buñuel, die sich im Besitz der Filmoteca befindet, steht auf der UNESCO-Liste des Weltdokumentenerbes. 1999 fanden Mitarbeiter der Filmoteca ein alternatives Ende für Los olivados. Zudem wurden verschiedene Szenen gefunden, die Buñuel nicht im fertiggestellten Film verwandt hat, wie etwa El Jaibo, der die Mutter seines Freundes verführt. Mit diesen Funden wurde ein tieferer Einblick in Buñuels Arbeitsweise und Werk seiner Zeit in Mexiko möglich.